# Enrico Pavanello
Enrico Pavanello (Montebelluna, 15 ottobre 1980) è un ex rugbista a 15 italiano, in carriera attivo nel ruolo di seconda e terza linea di Tarvisium, Benetton e Mogliano, 7 volte campione d'Italia e 8 volte internazionale per l'Italia.

## Biografia
Prodotto del vivaio del Tarvisium, Pavanello fu ingaggiato dal Benetton nel 2000.
Con la squadra biancoverde vinse 6 scudetti fino al 2010, anno del passaggio in Celtic League del club trevigiano; già rappresentante dell'Italia Under-21 e titolare regolare in Nazionale A, esordì nella selezione maggiore nel settembre 2002 a Parma, contro la Romania per la qualificazione alla Coppa del Mondo di rugby 2003, alla quale comunque non prese parte.
Nella stagione 2010-11 Pavanello, che raggiunse a tale data circa 200 incontri complessivi con il Benetton di cui 156 in campionato, debuttò con la squadra in Celtic League.
Dopo l'esperienza a Treviso passò al Mogliano con cui, nel 2012-13, si aggiudicò il suo settimo scudetto personale, e primo assoluto per la squadra.
Nel 2014 tornò al Tarvisium, club dove si formò prima del passaggio al professionismo e in cui terminò la carriera nel 2015.
Vanta anche una convocazione nei Barbarians nel 2005, in occasione del tradizionale incontro con Leicester.

## Palmarès
- Campionati italiani: 7
Benetton Treviso: 2002-03, 2003-04, 2005-06, 2006-07, 2008-09, 2009-10
Mogliano: 2012-13
- Coppe Italia: 2
Benetton Treviso: 2004-05, 2009-10
- Supercoppe d'Italia: 2
Benetton Treviso: 2006, 2009